# Valea Nandrii, Argeș
Valea Nandrii este un sat în comuna Dârmănești din județul Argeș, Muntenia, România.